# Marcella Detroit
Marcella Detroit anche conosciuta come Marcy Levy e Real Calm, pseudonimo di Marcella Levy (Detroit, 21 giugno 1952), è una cantante e chitarrista statunitense.

## Biografia
Dopo i primi anni di attività negli anni settanta, durante i quali si è esibita col nome d'arte Marcy Levy, collaborando anche con importanti artisti come Aretha Franklin; Eric Clapton, apparendo nel brano Innocent Times, contenuto nell'album No Reason to Cry nel 1976 e in duetto con lo stesso Clapton in The Core, nell'album Slowhand del 1977; Alice Cooper e Bette Midler. Nel 1982 pubblica un primo album da solista, Marcella, usando il suo vero nome.
Successivamente, nel 1988, entra a far parte del duo femminile Shakespears Sister, insieme a Siobhan Fahey, ex componente del gruppo pop Bananarama. Dopo la separazione dalla Fahey pubblica altri album da solista, il primo dei quali, Jewel, del 1994, contiene un duetto con Elton John, e, tra le altre canzoni, I Believe, che è stata inserita nella compilation del Festivalbar in Italia. Si è esiibita nel concerto di Eric Clapton ad Hyde Park, presentata dal chitarrista con il nome di Marcy Levy.

## Discografia

### Solista

#### Album
- 1982- Marcella
- 1994- Jewel
- 1996- Feeler
- 1997- Without Medication Plus MTV "Buzz Live" (in Giappone)
- 1999- Abfab Songs
- 2001- Dancing Madly Sideways
- 2006- The Upside of Being Down
- 2013- The Vehicle

#### Singoli
- 1978- Millie and Billie (con Alice Cooper)
- 1980- Help Me! (con Robin Gibb)
- 1982- Close to Her
- 1986- Come and Follow Me (con Max Carl)
- 1994- I Believe
- 1994- Ain't Nothing Like the Real Thing (con Elton John)
- 1994- I'm No Angel
- 1995- Perfect World
- 1996- I Hate You Now...
- 1996- Boy
- 1996- Somebody's Mother
- 1997- Flower
- 2001- Lust for Like
- 2002- If You Could Read My Mind (con Aurora)
- 2007- Mystery to Me (con Loverush UK)
- 2008- My Friend Misery (con Vacuum)